# باري ستيرلينغ
باري ستيرلينغ (بالإنجليزية: Barry Sterling)‏ هو شخصية أعمال وسياسي أمريكي، ولد في 11 نوفمبر 1943، وتوفي في 19 أبريل 2014. حزبياً، نشط في الحزب الجمهوري. وقد انتخب عضو مجلس نواب تينيسي.